# Koca Sinan Pacha
Pour les articles homonymes, voir Sinan.
Koca Sinan Pacha Yemen Fatihi (« le Conquérant du Yémen ») ou Tunus Fatihi (« le Conquérant de Tunis »), né en 1520 et mort le 3 avril 1596, est un militaire et homme d'Etat ottoman ayant occupé cinq fois la fonction de grand vizir de l'Empire, sous les règnes des sultans Mourad III et Mehmed III.

## Biographie
En 1553, son escadre, associée à celle de Dragut, razzie les côtes de Naples, de Sicile, d'Elbe, puis de Corse, avec l'aide d'un escadron français sous la direction du baron Paul de La Barthe. 
Officier d'une grande valeur militaire, il fait son instruction à l'Enderûn. Il est fait gouverneur-pacha d'Égypte en 1569. C'est à ce titre qu'il mène la campagne du Yémen, qui permet son rattachement à l'Empire ottoman en 1571.
Il est chargé par le sultan Sélim II de mettre en place, avec la collaboration du capitan pacha (amiral de la flotte) Uluç Ali, un corps expéditionnaire de près de plusieurs dizaines de milliers de soldats qui permet de reprendre Tunis aux Espagnols lors de la bataille de Tunis en 1574.
En 1580, il part en Orient pour combattre les Séfévides durant la guerre turco-perse qui aboutit en 1590 au traité de Constantinople. 
Il participe à la Longue Guerre contre les Habsbourg dans les Balkans en 1593.
En 1594, il commande l'armée ottomane et réussit à écraser la révolte serbe du Banat. Pendant cette révolte, et afin d'impressionner la population locale, Koca Sinan Pacha a fait venir à Belgrade les reliques de Saint Sava qui reposaient au monastère de Mileševa et les a fait brûler en public. Aujourd'hui, à la place du bûcher se trouve l'église Saint-Sava, la deuxième plus grande église chrétienne orthodoxe du monde,.
Il meurt en 1596, non sans avoir réussi à convaincre l'empereur Mehmed III de se rendre sur le front autrichien malgré l'opposition de la sultane validé Safiye Sultan.